# Zombie (počítač)
Zombie je v informatice označení pro počítač připojený k Internetu, který je napaden crackerem, počítačovým virem nebo trojským koněm a může být použit pro další počítačové útoky. Mnoho zombie počítačů může tvořit síť zvanou botnet, která slouží k rozesílání spamu na e-mail a též k zahlcení cílového serveru. Mnoho vlastníků těchto nakažených počítačů mnohdy ani neví, že je jejich počítač zombie.

(1) Webová stránka útočníka (2) Útočník (3) Spamware (4) Nakažené počítače (5) Virus nebo trojský kůň (6) Emailový server (7) Uživatelé (8) Webový provoz

## Historie
V roce 2005 byly zombie počítače intenzivně využity pro rozesílání nevyžádaných e-mailů, kde 50–80 % všech nevyžádaných emailů bylo právě zasláno z těchto nakažených počítačů. Toto umožnilo lidem rozesílající spam být anonymní a též snížili vlastní využití své sítě. Pomocí tohoto spamu se dál mohly šířit trojské koně.
Další využití nakažených počítačů je k automatizovanému klikání na reklamy, za kterou se platí za kliknutí.
Tyto počítače se dále používají k zahlcení cílového serveru, kdy nadměrné množství požadavků může server zahltit a celkově server shodit a tak zamezit uživatelům na cílový server přistoupit.. Další varianta je pouze cílový server částečně zahltit. Důvodem částečného zahlcení je menší riziko odhalení a tak je možné zahlcovat server měsíce bez odhalení.
V roce 2003 došlo k zahlcení služby SPEWS a v roce 2006 služby Blue Frog. V roce 2000 došlo v zahlcení známých webových portálů (Yahoo, eBay a další), které měl na svědomí 13letý mladík z Kanady, který byl identifikován na webových stránkách Gibson Research. Steve Gibson provedl analýzu nežádoucího programu a vystopoval distributora. Ve svém výzkumu popisuje funkci tohoto programu, který byl ovládán přes IRC kanál.
Na začátku července roku 2009, podobný botnet zaútočil na rostoucí trh s chytrými telefony. Byl to první botnet umožňující odesílání SMS z telefonů firmy Nokia s operačním systémem Symbian.